# الجسر (مسلسل 2013)
الجسر  (بالإنجليزية: The Bridge)‏ هو مسلسل تم إنتاجه في الولايات المتحدة. بدأ عرضه في سنة 2013 على إف إكس. بلغ عدد مواسم المسلسل 2 مواسم، كما بلغ عدد حلقاته 26 حلقة، وتبلغ مدة الحلقة الواحدة 62 دقيقة. تم بث المسلسل لأول مرة بتاريخ 10 يوليو 2013 بينما تم بث آخر حلقة منه بتاريخ 1 أكتوبر 2014.

## بطولة
- ديان كروغر
- إميلي ريوس
- تيد ليفين

## وصلات خارجية
- الجسر على موقع IMDb (الإنجليزية)
- الجسر على موقع ميتاكريتيك (الإنجليزية)
- الجسر على موقع روتن توميتوز (الإنجليزية)
- الجسر على موقع نتفليكس (الإنجليزية)
- الجسر على موقع كينوبويسك (الروسية)
- الجسر على موقع ألو سيني (الفرنسية)
- الجسر على موقع قاعدة بيانات الفيلم (الإنجليزية)

- الموقع الإلكتروني